# Otto Büsing
Otto Heinrich Johann Büsing (* 28. März 1837 in Schwerin; † 12. Januar 1916 ebenda) war ein Reichstagsabgeordneter.

## Leben
Otto Büsing besuchte das Gymnasium in Schwerin und schloss 1855 mit Abitur ab. Danach studierte er bis 1861 Rechtswissenschaften in Kiel, Jena, Heidelberg und Rostock. 1855 wurde er Mitglied der Burschenschaft Teutonia Jena. In Rostock ließ er sich als Rechtsanwalt nieder. Ab 1863 war Büsing zugleich Syndikus des 1. Quartiers der repräsentierenden Bürgerschaft von Rostock. 1868 wurde er als Senator in das Ratskollegium aufgenommen. Im gleichen Jahr wurde er Gerichtspräses. 1871 nahm Büsing eine Tätigkeit als Bankdirektor in Rostock auf. 1907 ehrte ihn die Universität Rostock mit der Ehrendoktorwürde. Er war Träger des Preußischen Roten Adlerordens 2. Klasse und des Preußischen Kronenordens 2. Klasse.
Büsing vertrat 1871 bis 1873 und 1887 bis 1890 den Reichstagswahlkreis Großherzogtum Mecklenburg-Schwerin 5 (Rostock/Doberan) im Deutschen Reichstag. 1878 bis 1884, 1890 bis 1893 und 1898 bis 1906 wurde er im Reichstagswahlkreis Großherzogtum Mecklenburg-Schwerin 2 (Schwerin/Wismar) für den Deutschen Reichstag gewählt. Er gehörte in dieser Zeit den Nationalliberalen an.
Eine von Ludwig Brunow 1907 modellierte Marmorbüste Büsings befindet sich seit 1932 im Staatlichen Museum Schwerin.
Büsing war mehrfach verheiratet, zuerst 1863 mit Emilie Dunckhorst (1838–1875). Seine zweite Ehefrau hieß Margarethe Viereck, Tochter des als Rechtsanwalt tätigen Volljuristen Eduard Viereck und der M. S. E. Pogge. Aus erster Ehe sind sieben Kinder, aus der zweiten Verbindung vier. Die Landtagsabgeordnete (DVP) Margarete Detmering, geb. Büsing (1873–nach 1948) war seine jüngste Tochter aus der ersten Ehe. Die jüngste Tochter aus der zweiten Ehe, Paula (1886–1960), war mit dem 1910 geadelten Gutsherrn Edurd von Wendorff (1876–1931) verheiratet, Eigentümer von sieben Gütern im Kreis Gnesen und im Kreis Naugard. Paula von Wendorff war Vorsitzende im Deutschen Frauenverein. Mit Hans wurde der älteste Sohn aus der zweiten Ehe Jurist, dann Generalkonsul in Australien; Sohn Franz Ludwig Jurist und Regierungsrat in der Eisenbahndirektion. 

## Werke
- Über die Reform der bürgerschaftlichen Vertretung in Rostock.[4]
- „Das Staatsrecht der Großherzogthümer Mecklenburg-Schwerin und Mecklenburg-Strelitz“, in: Das Staatsrecht von Mecklenburg-Schwerin, Mecklenburg-Strelitz, Oldenburg, Braunschweig, Anhalt, Waldeck, Schaumburg-Lippe, Lippe. In: Heinrich Marquardsen (Hrsg.). In: Handbuch des oeffentlichen Rechts der Gegenwart in Monographien; Band. 3: 'Das Staatsrecht des Deutschen Reiches und der deutschen Staaten', II. Teil: Halbbd. 2, Abtheilung 1; Mohr, Freiburg/ Tübingen 1884, pp. 3-72.
- Die Währungsfrage. 1895.